# Скороходов, Владимир Павлович
Скороходов Владимир Павлович (1939, Климовичи, Могилёвская область) — кларнетист, преподаватель, общественный деятель, заслуженный деятель искусств Республики Беларусь (1997), кандидат философских наук, доктор культурологии.
В 1958 году окончил Могилевское музыкальное училище им. Римского-Корсакова (преп. И. П. Лущиков). Белорусская государственная консерватория — (1958—1963) профессор — И. И. Бакун (выпускник Московской консерваторию им. П. И. Чайковского, класс профессора — С. В. Розанова). Солист симфонического оркестра Национального театра оперы и балета Беларуси (1962—1972), заместитель директора, директор Минского музыкального училища (1977—1991), заместитель министра культуры Республики Беларусь, советник посольства Республики Беларусь в Литве (1998—2001), ректор Белорусского государственного института проблем культуры (1991—1998). Владимир Павлович — профессор Белорусской Государственной Академии Музыки. Сфера его научных исследований — художественная культура и государство, эстетическое образование, методика обучения игре на деревянных духовых инструментах (его авторству принадлежат более 70 научных работ и 3 монографии). Среди них: «Советы моим ученикам» (2008), «Художественная культура современной Беларуси». Владимир Павлович — член жюри многих международных конкурсов, неоднократно проводил мастер-классы в Беларуси, Польше, России, Франции, Голландии, США, Литве, Украине, Израиле.
В числе учеников В. П. Скороходова — 15 Лауреатов международных и национальных конкурсов, солисты ведущих творческих коллективов Беларуси и других стран. Евгений Овсянников — артист симфонического оркестра г. ГринБей (США). Алексей Вакуленко — концертмейстер группы кларнетов Национального Большого театра оперы и балета Республики Беларусь. Евгений Шиманович — солист Президентского духового оркестра Беларуси, Игорь Дуцкий лауреат международных конкурсов, солист симфонического оркестра Национального Большого театра оперы и балета Беларуси и другие.